# Peres Jepchirchir
Peres Jepchirchir (* 27. September 1993) ist eine kenianische Langstreckenläuferin, die sich auf Straßenrennen spezialisiert hat. Sie wurde Weltmeisterin im Halbmarathon und Olympiasiegerin im Marathon.

## Karriere
Im Jahr 2016 lief sie in Ra’s al-Chaima die siebtbeste Zeit, die in diesem Jahr über die Halbmarathonstrecke gelaufen wurde.
Die Kenianerin wurde im März 2016 in Cardiff Weltmeisterin im Halbmarathon und bezwang dabei ihre Landsfrauen Cynthia Jerotich Limo (2.) und Mary Wacera Ngugi (3.), mit denen sie auch den Weltmeistertitel in der Mannschaftswertung gewann.
Beim RAK-Halbmarathon in Ra’s al-Chaima, Vereinigte Arabische Emirate, gewann sie 2017 in Weltrekordzeit von 1:05:06 h, ehe diese Zeit nur gut einen Monat später von Joyciline Jepkosgei unterboten wurde.
Bei den Halbmarathon-Weltmeisterschaften 2020 in Gdynia gewann sie erneut den Titel und belegte im Mannschaftswettbewerb den zweiten Platz. Ihre Siegeszeit von 1:05:16 h war zudem die bisher schnellste in einem reinen Frauenrennen gelaufene Zeit.
2021 gewann sie bei den Olympischen Spielen mit einer Zeit von 2:27:30 h den Marathonlauf in Sapporo. Im November 2021 siegte Jepchirchir beim New York City Marathon mit einer Zeit von 2:22:39 h.
2022 startete sie beim Boston-Marathon und konnte sich dort im Zielsprint gegen die Äthiopierin Abebel Yeshaneh durchsetzen. Sie lief eine Zeit von 2:21:01 h.
Im April 2024 siegte Jepchirchir beim London-Marathon in einer neuen persönlichen Bestzeit von 2:16:16 h. Die Zeit war zugleich ein neuer Weltrekord für reine Frauenrennen ohne männliche Tempomacher.
Jepchirchir wird von ihrem Ehemann Davis Ngeno trainiert.

## Erfolge bei internationalen Meisterschaften
| Strecke             | Platz | Zeit           | Event                            | Ort     | Datum            |
| ------------------- | ----- | -------------- | -------------------------------- | ------- | ---------------- |
| Halbmarathon        | 1     | 1:07:31 h      | Halbmarathon-Weltmeisterschaften | Cardiff | 26. März 2016    |
| Halbmarathon (Team) | 1     | 3:22:59 h      | Halbmarathon-Weltmeisterschaften | Cardiff | 26. März 2016    |
| Halbmarathon        | 1     | 1:05:16 h WRwo | Halbmarathon-Weltmeisterschaften | Gdynia  | 17. Oktober 2020 |
| Marathon            | 1     | 2:27:30 h      | Olympiamarathon                  | Sapporo | 7. August 2021   |

## Persönliche Bestzeiten
| Strecke           | Zeit           | Ort            | Datum             |
| ----------------- | -------------- | -------------- | ----------------- |
| 10 km Straßenlauf | 30:55 min      | Prag           | 5. September 2015 |
| 15 km Straßenlauf | 46:29 min      | Ra’s al-Chaima | 10. Februar 2017  |
| 20 km Straßenlauf | 1:01:39 h      | Ra’s al-Chaima | 10. Februar 2017  |
| Halbmarathon      | 1:05:06 h      | Ra’s al-Chaima | 10. Februar 2017  |
| Marathon          | 2:16:16 h WRwo | London         | 21. April 2024    |

## Entwicklung der persönlichen Jahresbestzeiten
| Jahr | Strecke           | Zeit      | Ort            | Datum         |
| ---- | ----------------- | --------- | -------------- | ------------- |
| 2016 | 10 km Straßenlauf | 31:16 min | Yangzhou       | 24. April     |
| 2015 | 10 km Straßenlauf | 30:55 min | Prag           | 5. September  |
| 2014 | 10 km Straßenlauf | 31:34 min | Houilles       | 28. Dezember  |
| 2016 | 15 km Straßenlauf | 47:21 min | Ra’s al-Chaima | 12. Februar   |
| 2015 | 15 km Straßenlauf | 47:32 min | Ústí nad Labem | 12. September |
| 2016 | 20 km Straßenlauf | 1:03:13 h | Ra’s al-Chaima | 12. Februar   |
| 2016 | Halbmarathon      | 1:06:39 h | Ra’s al-Chaima | 12. Februar   |
| 2015 | Halbmarathon      | 1:07:17 h | Ústí nad Labem | 12. September |
| 2014 | Halbmarathon      | 1:09:12 h | Montbéliard    | 28. September |

## Sonstige Erfolge
| Jahr | Strecke      | Platzierung | Zeit        | Wettkampf                                                  | Ort            | Datum         |
| ---- | ------------ | ----------- | ----------- | ---------------------------------------------------------- | -------------- | ------------- |
| 2016 | Halbmarathon | 1.          | 1:07:09 h   | Valencia-Halbmarathon                                      | Valencia       | 23. Oktober   |
| 2016 | Halbmarathon | 1.          | 1:12:07 h   | Eldoret Half-Marathon (Family Bank Half Marathon, Eldoret) | Eldoret        | 9. Oktober    |
| 2016 | Halbmarathon | 1.          | 1:07:24 h   | Ústí-Halbmarathon                                          | Ústí nad Labem | 17. September |
| 2016 | 10 km        | 1.          | 31:28,9 min | Ottawa-Marathon                                            | Ottawa         | 28. Mai       |
| 2016 | Halbmarathon | 1.          | 1:07:21 h   | Yangzhou-Jianzhen-Halbmarathon                             | Yangzhou       | 24. April     |
| 2016 | Halbmarathon | 4.          | 1:06:39 h   | Ra's-al-Chaima-Halbmarathon                                | Ra’s al-Chaima | 12. Februar   |
| 2015 | Halbmarathon | 1.          | 1:06:01 h   | Marseille – Cassis HM                                      | Marseille      | 25. Oktober   |
| 2015 | Halbmarathon | 1.          | 1:07:17 h   | Ústí-Halbmarathon                                          | Ústí nad Labem | 12. September |
| 2015 | 10 km        | 1.          | 30:55 min   | Grand Prix von Prag                                        | Prag           | 5. September  |
| 2014 | Halbmarathon | 1.          | 1:10:04 h   | Marseille – Cassis HM                                      | Marseille      | 26. Oktober   |